# Salvador Alvarado

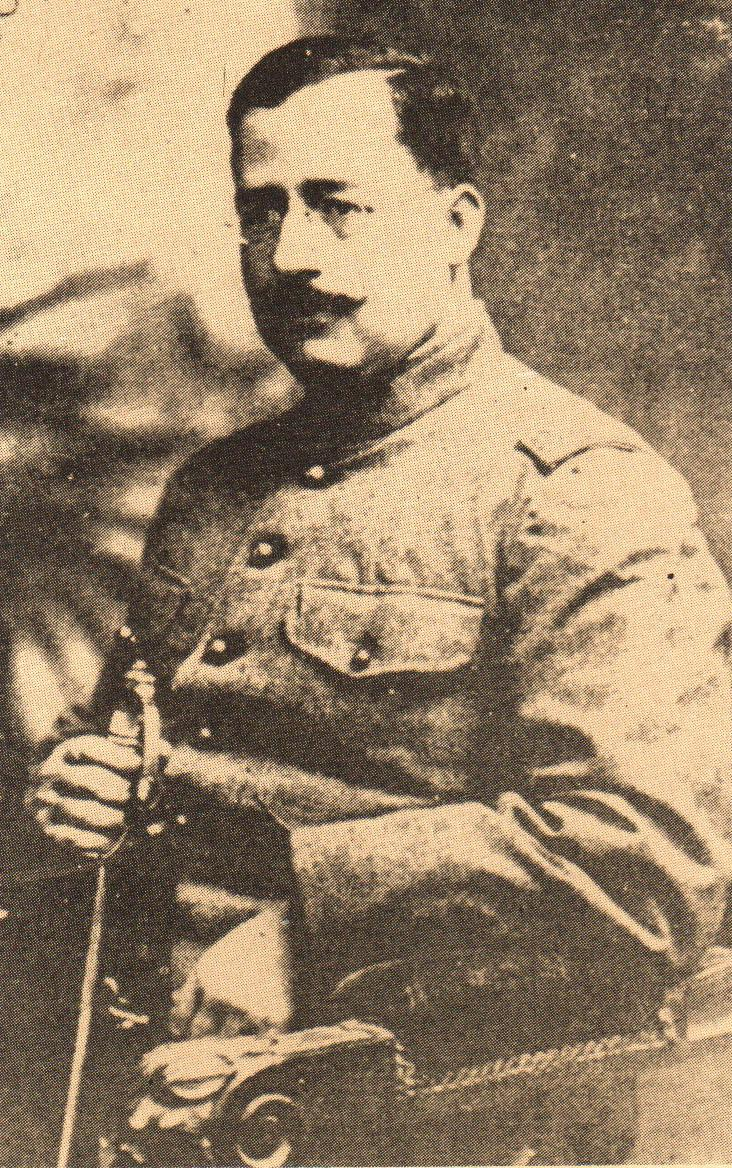
Salvador Alvarado

Salvador Alvarado Rubio (Culiacán, 20 juli 1879 - Palenque, 9 juni 1924) was een Mexicaans politicus en militair.
In 1909 sloot hij zich aan bij de Mexicaanse Liberale Partij van de gebroeders Flores Magón en steunde vervolgende de Mexicaanse Revolutie aan de zijde van Francisco I. Madero. In 1913, na de omverwerping van Madero, vocht hij aan de zijde van het Constitutionalistische Leger tegen de dictator Victoriano Huerta.
Na de overwinning van de constitutionalisten werd hij tot gouverneur van Yucatán benoemd. Alvarado viel op door het actief werk maken van de revolutionaire idealen in zijn deelstaat. Hij liet bijna 500 scholen bouwen, verdeelde land onder de landlozen en liet kantines sluiten. Ook toonde hij zich sympathisant van het feminisme en liet het eerste feministische congres van Mexico organiseren. Hij richtte de Socialistische Partij van het Zuidoosten (PSS) op en voerde een wet in waarin de 8-urige werkdag en het recht op staking werd vastgelegd, hierin vooruitlopend op de grondwet van 1917.
In 1920 sloot hij zich aan bij het Plan van Agua Prieta van Álvaro Obregón, die hem nadat hij president was geworden tot minister van haciënda benoemde. In 1923 sloot hij zich aan bij de De la Huertaopstand. Deze opstand verliep slecht voor de opstandelingen en begin 1924 werd hij gevangengenomen. Dankzij de hulp van Enrique Estrada wist hij echter te ontsnappen. Hij vluchtte naar Tabasco om vandaar naar de Verenigde Staten te vluchten maar werd gearresteerd en neergeschoten.
- Bibliothèque nationale de France: cb121619802 (data)
- Gemeinsame Normdatei: 1056790539
- International Standard Name Identifier: 0000 0000 6337 2857
- Library of Congress Control Number: n81093396
- Nationale Bibliotheek van Israël: 987007334034205171
- Système universitaire de documentation: 121828581
- Trove: 1082290
- Virtual International Authority File: 133145857840123020090
- WorldCat: E39PBJg4qbRr9dbvXWbWPH3YT3